# Титанові родовища та прояви Середнього Побужжя
Титанові родовища та прояви Середнього Побужжя
Рудопрояви титану Середнього Побужжя представлені двома типами: залишковим (елювіальний) в корах вивітрювання кристалічних порід та титаномагнетит-ільменітовою мінералізацією, яка пов'язана з метасоматично перетвореними, скарноподібними породами серед метабазитів та ультрабазитів. Останні вивчені незадовільно, тому їх генетична належність та рудна формація остаточно не з'ясовані. Взагалі розміщення проявів титану у корі вивітрювання визначається розповсюдженням кристалічних порід, які містять аномальні концентрації акцесорного ільменіту. Серед численних рудопроявів зазначеного типу, відомих на площі аркушу, увагу заслуговують лише два. Інші прояви ільменітоносних кір вивітрювання в зв'язку з незначними параметрами рудних тіл, невисоким вмістом корисного компоненту та незадовільною вивченістю на карті не показані.
Троянський рудопрояв виявлено у центральній та північній частинах однойменної структури. Промислові концентрації ільменіту на рівні від 17,0 до 28,8 кг/т приурочені до глинисто-гідрослюдистих горизонтів кори вивітрювання піроксенових кристалосланців і утворюють рудні поклади розміром 300—900 м. Після подальшого довивчення ільменітовий концентрат може вилучатися разом з апатитом.
Грушківський рудопрояв приурочений до ільменітоносної каолініт-галуазитової кори вивітрювання мігматитів побузького комплексу. Вміст ільменіту становить 43,0 кг/т.
Тарасівський рудопрояв приурочений до південного замикання однойменної структури (Ятранівська підзона). Зруденіння пов'язане з контактовими скарноподібними породами титаномагнетит-гранат-піроксенового складу, які залягають серед метабазитів деренюхінського комплексу та основних метаморфітів бузької серії, які інтрудовані лейкогранітами побузького комплексу. Рудні тіла потужністю в перші метри та протяжністю в декілька десятків метрів лінзовидно-шароподібної форми містять від 4,6 до 7,15 % TiO2, а також аномальні концентрації (%) ітрію –– 0,2, галію –– 0,008, міді –– 0,02, сурми –– 0,005 та золота –– 0,03—0,07 г/т. Основні породи, що вміщують рудні скарноїди, характеризуються підвищеним вмістом скандію на рівні 0,003—0,02 %. На даній стадії вивченості прояв уваги не заслуговує.